# Orthodontium lineare
Orthodontium lineare là một loài Rêu trong họ Bryaceae. Loài này được Schwägr. mô tả khoa học đầu tiên năm 1827.